# Maseyisini
Maseyisini ist ein Inkhundla (Verwaltungseinheit) im Süden der Region Shiselweni in Eswatini, an der Grenze zu Südafrika. Es ist 215 km² groß und hatte 2007 gemäß Volkszählung 27.967 Einwohner.

## Geographie
Das Inkhundla liegt im Süden der Region Shiselweni, südlich des Inkhundla Shiselweni. Es liegt auf den Anhöhen über dem Quellgebiet des Flusses Matimatima, der nach Südafrika übertritt.
Im Südosten des Inkhundla erhebt sich der Berg Mozane auf 1007 m Höhe (⊙).

## Gliederung
Das Inkhundla gliedert sich in die Imiphakatsi (Häuptlingsbezirke) Dlovunga, KaMzizi, Masibini, Mbilaneni, Simemeni und Vusweni.